# 米澤成美
米澤 成美（よねざわ なるみ、1987年12月24日 - ）は、日本の女優・映画監督、YouTuber。主に舞台、映像などで活躍する。本名同じ。愛称はよね牛。岩手県紫波郡出身。フリーランス。東洋大学卒業。身長154cm。

## 略歴
小学5年生の時に学習発表会で「寿限無」の劇をクラスでやることになり、「泣く女の子その１」という役を演じた。一生懸命やったらクラスの子たちからの評判がよく、そのことが役者になりたいと思った原点。それまでは人見知りで緊張すると話せなくなってしまう状態だったが、「寿限無」をきっかけに周囲から話しかけられ、コミュニケーションをとれるようになり「なるこちゃん」というあだ名も付けてもらう。6年生の時にも、一生懸命に練習した意地悪なおばあさん役のセリフを「本当にいじわるばあさんみたいだよ」とほめられ、ますますお芝居をやりたいと思うようになったと本人は語っている。高校は演劇部（ただし、照明部）で、大学は演劇サークルに入る。ずっと「女優になりたい」ということは親に内緒にしていて、大学進学を理由にして上京。大学4年の時にある芸能事務所の預かりとなる。大学卒業の時に親に打ち明け、東京に残ることを許してもらった。
2009年「空気ノ機械ノ尾ッポ」の第14回公演で舞台デビューした。その後、舞台を中心に活動を開始する。
2014年「ホワイトウィザード W・W〜白の魔術師〜」では映画で初の主演を務める。2020年「MICHIKO」でGlobal Monthly Online Film Competitionにて短編映画部門ベスト主演女優賞を受賞した。
2014年6月、自身初のプロデュース公演として、一人芝居「よね牛の一人でやってみた」を上演。オーディション情報誌「月刊デ☆ビュー」で新宿四谷三丁目劇場が住み込みで専属女優を募集しているのを見つけ応募した。最初専属は3人いたが、1ヵ月くらいで皆いなくなり自分一人になってしまう。そのことがきっかけで、昔サークルで一人芝居をやっていたことを思い出し企画。やってみたら性にあっていて、現在も定期的に公演を続けている。2017年12月、自身初の作・演出となった長編舞台公演「青の寄り添う教会で」上演。2021年7月、「私を代わりに刑務所に入れてください。」の作・演出を手掛けた。
2014年映画監督としても活動を開始し、初の作品となる「遺言」を四谷怪談映画祭で上映する。監督を始めたきっかけは、所属していた新宿四谷三丁目劇場とokacinemaとのコラボで「四谷怪談映画祭」という企画が立ち上がり、そこで上映する13分以内の短編映画を探していたので、自分から立候補した。監督をやるのは初めてだったが、劇場の仕事で公演やネットで配信する動画編集はやったことがあり、ちょうど一人芝居もやり始めた頃だったので、13分くらいの尺なら最悪自分一人だけでもどうにか完成できると思ったのが、自ら手を挙げた理由として大きいと語っている。2019年に初の長編作品となる「ちくび神！」を発表した。
役者による落語一門である「焼酎亭一門」焼酎亭呑兵衛（大宮将司）に誘われ落語を始める。2016年1月23日浅草花やしきシアターでデビュー、以後定期的に披露している。高座名は、焼酎亭一門会では「焼酎亭カルビ」、それ以外は「よね牛」として出演している。
自ら作詞作曲し、一人芝居や映画作品の劇中歌を歌っている。シンガーソングライター梅津圭司氏と一緒にLIVE出演も行う。
デビュー以降、フリーランスで活動していたが、2017年芸能事務所「office夢九」と業務提携を行う。2019年05月「office夢九」との業務提携を解消し、再びフリーランスとなった。

## 主な出演

### 映画
- 東京闇虫 第二章（2013年11月、佐藤佐吉監督） - 小学生 役
- 柔道ガールズ（2014年1月、かわさきひろゆき監督） - 高木真知子 役[6]
- ホワイトウィザード W・W〜白の魔術師〜（2014年12月、かわさきひろゆき監督） - 主演・きらら 役[7] ※四谷怪談映画祭 実行委員会賞[8]
- 午前零時の恐怖劇場 呪い篇（2015年2月、犬童一利監督） - 「マリナが出てきちゃう」主演・マリナ 役[9]
- 呪女（2015年4月、今野博之監督）
- 東京、吐息、自死（2015年6月、堀井彩監督） - 主演・眞名水 役[10] ※立川名画座通り映画祭 スマホ部門優秀作品 ※21st CHOFU SHORT FILM COMPETITON 奨励賞[11]※2021スマートフォン・フィルム・フェスティバル(SFF) エクストラ部門入選[12]
- リアル鬼ごっこ（2015年7月、園子温監督）- ランナー 役
- スリッパと真夏の月（2015年8月、木場明義監督） - 森村昌子 役[13] ※第18回長岡インディーズムービーコンペティション 準グランプリ作品[14]
- 武田くノ一忍法伝 千代女（2015年10月、かわさきひろゆき監督） - わかば 役[15]
- 早乙女4姉妹（2015年10月、犬童一利監督） - よね牛 役[16]
- AKECHI くノ一忍法外伝（2015年12月、かわさきひろゆき監督） - ミク 役[17]
- サイキッカーZ（2016年1月、木場明義監督） - 念動力のヨウコ 役[18] ※第1回四日市映画祭 グランプリ作品[19]
- アイドルばかり観てないで（2016年1年、由浩俊監督） -  にゃみこ 役
- 箒星公園（2016年4月、茂木純一監督） - 主演・オババ 役
- 4月のバカ（2016年10月、伏見優作監督） - 「探しものは何ですか？」主演・マリン（毛陵） 役[20]、東京サバ女子映画シリーズ
- 戦慄の果てに女は嗤う（2017年、平沼豊監督） - 「街頭アンケート」アンケートを呼び掛ける少女 役[21]
- つむぎのラジオ（2017年3月、木場明義監督） - 綱島こより 役 ※日本芸術センター 第9回映像グランプリ 若獅子賞[22] ※Rome Prisma Awards 最優秀長編作品賞
- うさぎ（2017年3月、松岡峻監督）[23]
- きしだのおじさん（2017年7月、松岡峻監督）[24]
- かくれんぼ（2017年7月、松岡峻監督）[25]
- 吸血鬼の華（2017年9月、松岡峻監督）[26]
- 東京サバ女子霊（2017年10月、伏見優作監督） - 主演・マリン 役[27]、東京サバ女シリーズ
- 空想特まん ここ わい マン（仮）（2017年、野火明監督）[28]
- 猫又ｖｓ犬神（2018年2月、 松岡峻監督）- 猫又 役[29]
- タイムトラベラー（2018年6月、 松岡峻監督）- お姉ちゃん 役[30]
- 繭子と闇の赤い手紙（2018年8月、 松岡峻監督）[31]
- こども食堂にて（2018年、 佐野翔音監督）[32]
- 短編 東京サバゾンビ（2018年、伏見優作監督） - 主演・マリン 役[33]、東京サバ女子映画シリーズ
- 中編 東京サバ女子ゾンビ（2018年、伏見優作監督） - マリン 役[34]、東京サバ女子映画シリーズ
- 性格整形（2018年11月、 舟崎泉美監督） - 主演・遠藤朱莉 役
- サイキッカーZ 新たなる脅威（2019年3月、木場明義監督） - 念動力のヨウコ 役
- ピンぼけシティライツ（2019年3月、東海林毅監督）
- 茶色い涙（2019年5月3日、 松岡峻監督） - 主演・うんこちゃん 役[35] ※第9回うんこ映画祭 審査員特別賞、主演女優賞[36]
- MICHIKO（2020年、 賀川良監督） - 主演・道子 役[37] ※Global Monthly Online Film Competitionにて米澤成美が短編映画部門ベスト主演女優賞[38]
- 三密姫（2020年10月、 中野森監督） - 主演[39] ※アートにエールを！プロジェクト
- 手遅れの葉一（2020年10月、 シェーク・M・ハリス監督） - 準主演・高木綾子 役 ※日本芸術センター第12回映像グランプリ入選 ※うえだ城下町映画祭第18回自主制作映画コンテスト入選[40]
- My Way（2021年、 上田修生監督） - 石上彩 役 ※東京インディペンデント映画祭 TKFFC2021ファイナリスト[41]
- 長編版 サイキッカーZ（2022年１月、木場明義監督） - 念動力のヨウコ 役[42]
- まん ここ わい外伝　リボンの武士（2022年7月、岩崎友彦監督）ゆうばり国際ファンタスティック映画祭2022「おまめ映画菜　まめリンピック　SIDE:C」[43]
- 全く最近のおやじモンときたら…（2022年8月、荒木憲司監督）おっさんずぶるーす、オムニバス企画[44]
- ブラックホールに願いを！（2023年6月、 渡邉聡監督） - 主演・伊勢田みゆき 役[45]
- イバラ・夜の祈り（2023年11月、堀江実監督）[46]
- FPS（2023年11月、永江二朗監督）

### 舞台
- 空気ノ機械ノ尾ッポ 第14回公演 ～ハセル～（2009年9月24日～27日 東京公演 中野ザ・ポケット、10月16日～10月18日 群馬公演 桐生市有鄰館 味噌・醤油蔵、作・演出：松川晃子）[47][48]
- 空気ノ機械ノ尾ッポ 第15回公演 ～キカイ～（2010年5月27日～30日、作・演出：松川晃子、新宿シアターブラッツ）[49]
- 二人芝居 兄妹物語（2010年7月19日、 作：佐藤真司、新中野ワニズホール）[50]
- 二人芝居 娘ふたり（2010年8月28日・30日、作・演出：両沢和幸、新中野ワニズホール）[51] 綺堂杏美×米澤成美 ※両沢和幸アワー
- 二人芝居 壜の中のラブソング（2010年12月25日・26日、作・演出 古賀勝哉、新中野ワニズホール）[52] 山口友和×米澤成美
- 二人芝居 魚座たちの渚（2011年3月5日・6日、作・演出 古賀勝哉、新中野ワニズホール）[53] 米澤成美 × 片岸佑太
- 空気ノ機械ノ尾ッポ 第17回公演 ～遠くあり近くある偉大なモノ2011～（2011年5月19日～22日、作・演出：松川晃子、ザムザ阿佐谷）[54]
- 二人芝居 ワンフレーズ（2011年8月21日、作・演出：佐藤真司、新中野ワニズホール）藤井麻理枝×米澤成美
- 二人芝居 E.T.みたいなグットバイ（2011年10月8日～10日、作・演出：古賀勝哉、新中野ワニズホール）[55] 藤井麻理枝×米澤成美
- 二人芝居 結婚三分前（2011年12月22日～25日、作・演出：両沢和幸、新中野ワニズホール）[56] 橋本紗也加×米澤成美 ※第7弾両沢和幸アワー
- ロミオVSジュリエット（2012年3月13日、作・演出：両沢和幸、新中野ワニズホール）[57] ※第9回杉並区演劇祭参加作品 ※両沢和幸アワースペシャル
- 二人芝居 詐欺師ポパンと泣き虫少女（2012年9月14日～16日、作・演出：佐藤真司、新中野ワニズホール）[58]イシワケトモユキ×米澤成美
- 二人芝居 さよならは永遠の元カレ（2012年11月9日～11日、作・演出 古賀勝哉、新中野ワニズホール）[59] 鹿野浩明×米澤成美
- よだかの星（2012年12月16日、原作：宮沢賢治 / 演出：かわさきひろゆき、梅ヶ丘プチルピリエ）
- 一人芝居 小鳥の水浴（2012年12月16日、原作：レナード・メルフィ / 演出：かわさきひろゆき、梅ヶ丘プチルピリエ） [60]
- 二人芝居 小鳥の水浴（2013年4月28日、原作：レナードメルフィ / 演出：かわさきひろゆき / 翻訳：池島ゆたか、梅ヶ丘プチルピリエ）[61] かわさきひろゆき×米澤成美
- その後の風の又三郎（2013年8月3日～5日、作・演出：かわさきひろゆき、梅ヶ丘プチルピリエ）[62]
- 朗読劇 演劇少女ママ（2013年11月23日～25日、作：金村英明 / 演出：かわさきひろゆき、梅ヶ丘プチルピリエ） - 早川沙織 役[63]
- 白夜（2014年1月25日～27日、作：寺山修司 / 演出：かわさきひろゆき、梅ヶ丘プチルピリエ）[64]
- ラストワルツ（2014年9月27日・28日、作：かわさきりぼん / 演出：かわさきひろゆき、新宿四谷三丁目劇場） - あさみ 役[65]
- 現役女子中学生アイドル連続失踪事件（2015年3月25日～29日、作・演出：池亀三太、RAFT） - アイドル 役[66]
- 少女仮面（2015年3月1日～3日、作：唐十郎 / 演出：かわさきひろゆき、Theater Nøah） - 緑ヶ丘貝 役[67]
- 演劇少女ママ 舞台版（2015年8月30日、作：かわさきひろゆき / 演出：金村英明、梅ヶ丘プチルピリエ） - 早川沙織 役[68]
- あの日に帰りたい（2015年8月22日、作・演出：宮川菊佳、銀座Bar ブリック） - ヒロ 役[69]
- 父と暮らせば（2016年8月28日、作：井上ひさし/ 演出：かわさきひろゆき、梅ヶ丘プチルピリエ）[70] 堀越建次×米澤成美
- 二十世紀クロニクル（2017年3月17･18日、出演：西入美咲･米澤成美･梅津圭司、新宿CON TON TON）音楽演劇ユニットニジイロクワガタ公演[71]
- 朗読劇 めぐりあう、春夏秋冬（2021年8月22日、作・演出：舟崎泉美・前田郁 / 作：篠田和美、中目黒TRY）[72]
- 朗読劇 めぐりあう、時間たち（2021年11月24･25日、作・演出：舟崎泉美・前田郁、中目黒TRY）[73]
- Uber Theater（2022年1月27日～3月15日配信、作：別役実 / 演出：阿部慎一郎、萬劇場）[74]阿部慎一郎個人企画「死体が一つ」
- 朗読劇 今日も元気に、あこのありが豆腐！（2022年9月30日～10月2日、原作：菅谷晃子、脚色・演出：篠原明夫、中目黒TRY）- 主演・あこ 役
- 朗読劇 めぐりあう、街2（2023年11月30日～12月3日、作・演出：舟崎泉美・前田郁[75]、ブルースクエア四谷）
- PRP朗読公演 明日も晴れますように（2024年9月1日～15日、作・演出：村田神一、ツイキャスプレミア配信）- なるこ 役
- 寺山修司朗読劇 大人狩り（2025年2月8日・9日、大久保千代太夫一座、ザムザ阿佐谷）- そばかす 役

### 舞台（作・演出・出演）
- よね牛の一人でやってみた（仮）#1（2014年6月1日・2日・8日、作・演出・出演：米澤成美、新宿四谷三丁目劇場）[76]  ※6月8日は追加公演[77]
- よね牛の一人でやってみた（仮）#2（2015年3月30日・31日、作・演出・出演：米澤成美、Theater Nøah）[78]
- よね牛の一人でやってみた#3 誕（2016年7月1日～3日、作・演出・出演：米澤成美、Live space anima）[79]
- マグダラのマリア（2017年4月16日、作・演出・出演：米澤成美、主催：東京オリーブ教会）[80]
- よね牛の一人でやってみた#4 迷（2017年11月24日～26日、作・演出・出演：米澤成美、Live space anima）[81]
- 青の寄り添う教会で（2017年12月22日・23日、作・演出：米澤成美、主催：東京オリーブ教会）[82]
- マグダラのマリア（2018年4月、作・演出・出演：米澤成美、主催：東京オリーブ教会）[83]
- よね牛の一人でやってみた#5 冒（2018年12月26日～30日、作・演出・出演：米澤成美、北池袋新生館シアター）[84] 未来編・過去編を各4公演行った
- よね牛の一人でやってみた#6 食（2019年10月22日～27日、作・演出・出演：米澤成美、北池袋新生館シアター）[85]
- 「うつくしいこ」よね牛の一人でやってみた#7（2020年10月23日～25日、作・演出・出演：米澤成美、北池袋新生館シアター）[86]
- 私を代わりに刑務所に入れてください。（2021年7月2日～4日、原作：野田詠、作・演出・出演：米澤成美、主催：「私を代わりに刑務所に入れてください」舞台製作委員会、後援：法務省 矯正局 保護局（社会を明るくする運動）／吉本興業、新宿シアターサンモール） - 酒井るり 役[87]
- 「∞ むげんだい」よね牛の一人でやってみた#8（2021年12月2日～5日、作・演出・出演：米澤成美、北池袋新生館シアター）
- さらば人間（2023年7月28日～30日、作・演出：川島天晴＋米澤成美、主催：Rinnne座（フォルツァ・リバティ）、プーク人形劇場）
- よね牛のひとりでやってみたQ（2023年10月27日～29日、作・演出・出演：米澤成美、北池袋新生館シアター）

### テレビ
- 中居正広の怪しい噂の集まる図書館（テレビ朝日系列、2011年）再現
- 踊るさんま御殿（日本テレビ系、2011年）再現
- テレビドラマ「エアーズロック」 第13話（2012年、山下敦弘監督）
- あしたのSHOW 第2回（東京メトロポリタンテレビジョン、2017年4月13日）木場明義監督「サイキッカーZ」の役者として出演[88]
- あしたのSHOW 第4回（東京メトロポリタンテレビジョン、2017年4月27日）自身の監督作品「支配人の夢と座敷童の恋」で出演[89]
- 幸せ！ボンビーガール（日本テレビ系、2019年4月23日）[90]
- ほぼ日の怪談。（テレビ神奈川、2020年9月2日）永江二朗監督　第三話「高笑いする女」おばけ 役
- カイダン都市伝説　洒落怖（U-NEXT、2021年9月配信）
- 一杯！おごらせて（広島ホームテレビ、2023年10月10日）日本で唯一の生殖細胞パフォーマーとして
- ヒロシの心霊キャンプ （BS日テレ、2024年10月17日）山田雅史監督　第3話「ナビの策略」おばけ 役

### ナレーション、MC
- 釜石PR（YouTube、2021年8月）今関あきよし監督「喜劇 釜石ラーメン物語」と釜石市PR動画
- ART STORM 2021（2021年12月25･26日、主催：フォルツァ・リバティ、Art Space 呼応 co-oh）アーティストのパフォーマンスイベント、ナビゲーター[91]

### ライブ
- しんしんつもるうた（2024年11月15日、出演：米澤成美＋梅津圭司、御茶ノ水KAKADO、ツイキャスプレミア配信）初のツーマンライブ

### ミュージックビデオ
- きつね×EXIT 「L.O.K.F」（UNIVERSAL MUSIC JAPAN、2020年1月）

### ラジオ
- 茜沢ユメルのモナリザラウンジ内「蛙君、なるみの午前さまお帰りなさ〜い」（2016年4月～6月、ミュージックバード）
- よね牛のぎゅーっとやってみた（2016年10月～2017年8月、FM秋葉原）
- よね牛さんのおすそわけ（2019年2月〜、自由が丘FM)
- 神部冬馬のトランスファーRadio（2024年6月4日・18日、Tokyo Star Radio）マンスリーゲスト

### インターネット放送
- モーレツ★saturday（2013年1月～３月）
- こちら四谷三丁目劇場です！（2014年1月～10月） 制作・出演
- チャレンジ エンターテイメント「やったもん☆ガチ!!」#19（2015年6月18日放送） - GACHIMEM修行の旅!1 ゲスト出演[92]
- チャレンジ エンターテイメント「やったもん☆ガチ!!」#20（2015年6月25日放送） - GACHIMEM修行の旅!2 ゲスト出演[93]
- チャレンジ エンターテイメント「やったもん☆ガチ!!」#21（2015年7月9日放送） - GACHIMEM修行の旅!3 ゲスト出演[94]

### YouTube企画
- 絶望の進化心理学～なぜ私たちは〈心を病む〉生き物なのか？～（2022年10月13日～2023年7月13日）生物学研究者 小松正氏のよみタイ連載記事のコラボ動画を担当。

コラボ#1：防御反応としての「うつ」
コラボ#2：饅頭の陰謀？！　新作落語　まんじゅう集 
コラボ#3：オリジナルソング　最高！サイコパス 
コラボ#4：一人芝居「毒親ジョブハンティング」 認知の歪みと差別 
コラボ#5：神を信じると幸せになれる⁉ 
コラボ#6：もし、私がアルコール依存症になったら ～フェイクドキュメンタリー～ 
コラボ#7：愛着スタイルからみるパートナー間暴力 
コラボ#8：自殺を止めた希望 
コラボ#9：貧困による間引き・悲しき座敷童の秘密 

## 映画監督作品
- 遺言（2014年12月）※四谷怪談映画祭、2016年福岡インディペンデントフィルムフェスティバル[95]、第11回神保町映画祭リターンズにて上映[96]
- 支配人の夢と座敷童の恋（2015年2月、原作：早藤一也）※2015年新人監督映画祭にて上映[97]
- やりすごそうよ。（2016年6月）※第8回オイド短編映画祭奨励賞[98]、2016年新人監督映画祭にて上映[99]、第20回調布ショートフィルムコンペティション入選[100]
- こんなよいはなし（2016年10月）※おかしな監督映画祭上映 [101]
- 29歳の制服（2018年）※あわら湯けむり映画祭、岡山映画祭2020にて上映[102]
- ちくび神！（2020年7月）- 仁科ありす 役[103]、初の長編映画 ※2022年3月19日～25日池袋シネマ・ロサにて上映[104]、2022年6月18日～24日大阪シアターセブンにて上映[105]、2022年9月16日ドラゴン映画祭2022（新世界東映）にて上映[106]、2023年2月22日インディーズフィルム・ショウ プレイバック[107]でシネマ・ロサにて再上映（遺言、セイシ？、とり・かえしも一挙上映）
- とり・かえし（2021年4月）
- 夢のパン（2021年9月）ゆうばり国際ファンタスティック映画祭2021「おまめ映画菜～世界の食卓から～」[108]
- セイシ?（2022年7月）ゆうばり国際ファンタスティック映画祭2022「おまめ映画菜 まめリンピック　SIDE:C」[109]
- のろけん！（2023年6月）ゆうばり国際ファンタスティック映画祭2023「SF おまめ映画菜」[110]、2023年9月19日阿佐ヶ谷ロフトＡにて上映
- 全日本腹太鼓選手権ポンポコたいかい（2024年10月）ゆうばり国際ファンタスティック映画祭2024「サウンドオブおまめ映画菜」[111]
- 彼女の陰影（2024年11月）インセプションにて動画配信

## 取材記事
- 美少女オカルトホラー、映画「ホワイトウィザード」監督がラジオ出演（2015年2月25日、産経ニュース）[112]
- 名物ママで数珠つなぎ連載 新宿ゴールデン街酔夜行（2021年8月16日、EX MAX! Special Vol.161、楽楽出版）
- シン・ゴールデン街物語 第二回（2022年10月5日、よみタイ、集英社、作：山下素童）[113]